# Luciano Cimmino
Luciano Cimmino (né le 23 juin 1944 à Naples) est un chef d'entreprise et un homme politique italien, député du Choix civique pour l'Italie.

## Biographie
Luciano Cimmino est le président de Pianoforte Holding, une société qui contrôle les marques d'habillement Carpisa, Yamamay et Jaked.